# Sambódromo

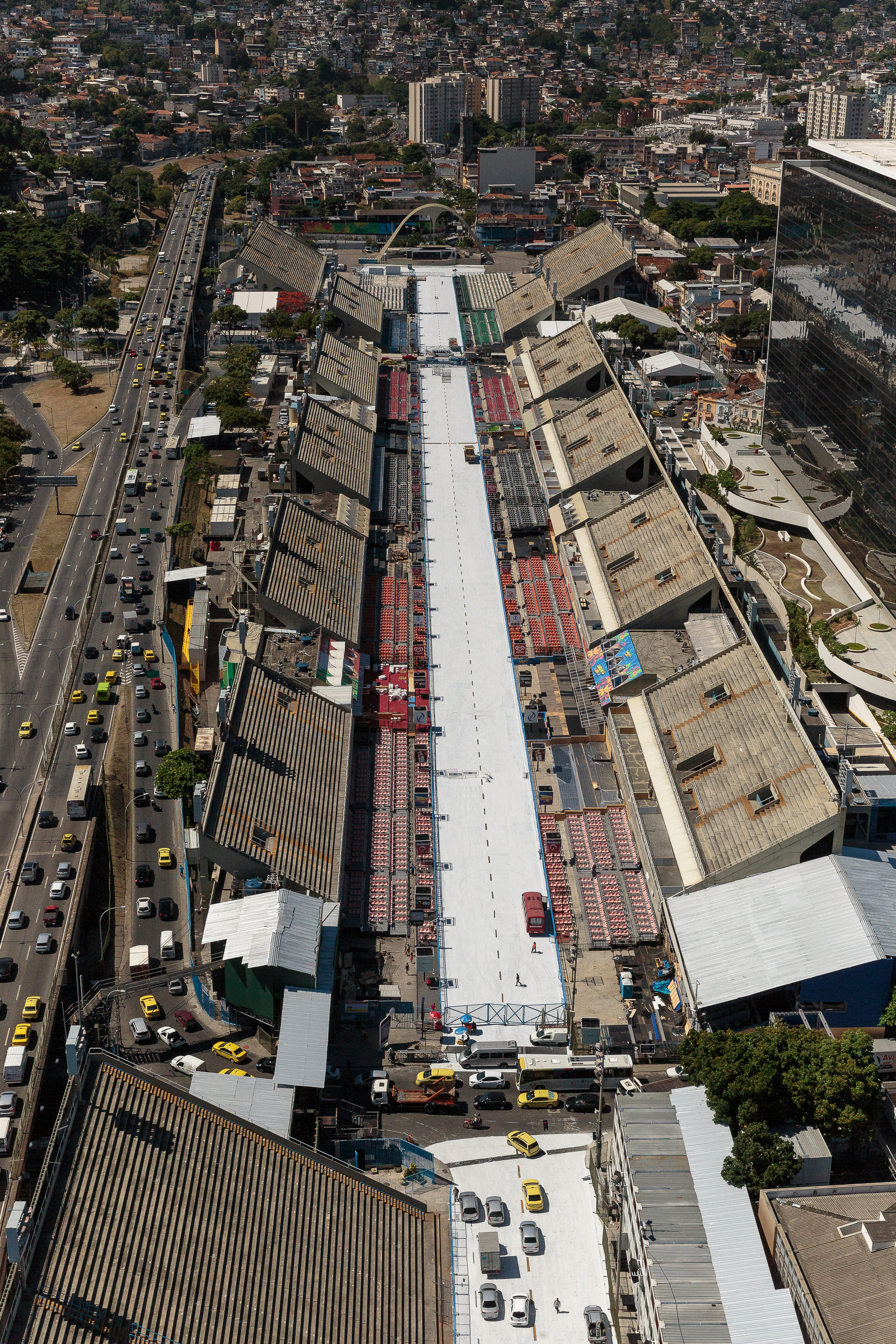
Sambódromo da Marquês de Sapucaí

Das Sambódromo in Rio de Janeiro, mit vollem Namen Sambódromo da Marquês de Sapucaí (daher oft kurz Sapucaí genannt), offiziell Passarela Professor Darcy Ribeiro, ist die 1983 vom Gouverneur Leonel Brizola initiierte und 1984 von Oscar Niemeyer erbaute Tribünenstraße im Stadtteil Cidade Nova im Stadtzentrum, in dem der Desfile genannte Umzug und Wettbewerb der Sambaschulen im Karneval stattfindet. Die Arena ist etwa 700 Meter lang und bietet 88.500 Zuschauern Platz. Vor dem Bau des Sambódromo fand der Umzug auf der Avenida Rio Branco im Zentrum von Rio statt. 
Ähnliche Bauten mit der gleichen Funktion wurden auch in anderen Karnevalszentren gebaut. Das bedeutendste ist das Sambódromo do Anhembi in São Paulo.

## Die Samba-Wettbewerbe
Die offiziellen Karnevalsparaden finden jährlich vor Beginn der Fastenzeit an vier aufeinanderfolgenden Nächten statt. In diesem Zeitraum treten im Sambódromo  Sambaschulen von 20 Uhr bis in die frühen Morgenstunden im Wettbewerb gegeneinander an. Der organisatorische Ablauf gliedert sich in die Auftritte der Sambaschulen in der Grupo de Acesso A für den Samstag, dem Höhepunkt mit denen der Grupo Especial sonntags und montags und schließlich denjenigen der Grupo de Acesso B am Dienstag. Die Sambaschulen präsentieren sich dort für je 90 Minuten. In den Paraden treten bis zu 6000 Tänzer und Sambatrommler auf, die von einer Jury prämiert werden. Die Eintrittspreise beginnen bereits bei umgerechnet 3 € in der günstigsten Kategorie.
Die populären Karnevalsfeierlichkeiten werden bundesweit in ganz Brasilien im Fernsehen übertragen.
Außerhalb des Karnevals wird das Sambódromo von den Sambaschulen für Übungszwecke genutzt.

## Olympische Sommerspiele 2016
Während der Olympischen Sommerspiele 2016 war das Sambódromo Austragungsort für die Bogenwettbewerbe sowie Start- bzw. Zielort für die Gehwettbewerbe und die Marathonläufe. 
Bei den Paralympics 2016 war das Sambódromo ebenfalls die Wettkampfstätte für Bogenwettbewerbe.